# Planina krásných dívek
Planina krásných dívek (francouzsky La Planche des Belles Filles) je vrchol a lyžařské středisko ve francouzských Vogézách v departementu Haute-Saône, nedaleko hranice s departementem Territoire de Belfort. Od roku 2012 je cílovým vrcholem při Tour de France.

## Etymologie a legenda
Francouzský název Belles Filles doslovně znamená „krásné dívky“, ale ve skutečnosti je odvozen od místní flóry. Hora se od 16. století prokazatelně nazývala lieu peuplé de belles fahys, tedy „místo obývané krásnými buky“. Belles fahys se později zkomolilo na Belles Filles, ačkoli blízká vesnice se nadále jmenuje Belfahy. Planche je doslova „prkno“ a slovo pochází z názvu blízké obce Plancher-les-Mines.
Lidová etymologie je mnohem barvitější. Podle legendy název pochází z dob třicetileté války, kdy místní dívky utíkaly do hor, aby se schovaly před švédskými žoldnéři. Raději se zabily skokem do nedalekého jezera Étang des Belles Filles, než aby se nechaly chytit. Jeden z vojáků zde potom svým nožem na prkno vyryl epitaf pro krásné dívky. Legendu dnes na vrcholu připomíná dřevěná socha vytvořená místním umělcem.

## Cyklistika
Ve směru od Plancher-les-Mines stoupá silnice až k cíli ve výšce 1035 m. Celé stoupání s převýšením 503 m je 5,9 km dlouhé. Průměrné stoupání je 8,5 %, největší pak 20 % krátce před cílem.
Od roku 2012 se Planina krásných dívek dostala do itineráře Tour de France jako cílový vrchol a vrchařská prémie první kategorie. Na Tour de France 2012 zde vyhrál Chris Froome, na Tour de France 2014 Vincenzo Nibali, na Tour de France 2017 Fabio Aru, na Tour de France 2019 etapu vyhrál Dylan Teuns (nejrychlejší výjezd měl Geraint Thomas), na Tour de France 2020 zde vrchařskou časovku vyhrál a rekordní čas stanovil Tadej Pogačar, jenž svůj úspěch zopakoval také na Tour de France 2022. Rekord je nyní 16:10 při průměrné rychlosti 21,9 km/h. V letech 2019 a 2022 však byla trať prodloužena o 1 km gravelové části, kde sklon trati dosahuje až 24 %. Rekord stanovil taktéž Tadej Pogačar, v roce 2022 vyjel tuto 7km vrchařskou prémii v čase 19:40.
| Rok  | Etapa | Kategorie | Start     | Délka etapy (km) | Vítěz           | Žlutý trikot    |
| ---- | ----- | --------- | --------- | ---------------- | --------------- | --------------- |
| 2022 | 7     | 1         | Tomblaine | 176,5            | Tadej Pogačar   | Tadej Pogačar   |
| 2020 | 20    | 1         | Lure      | 36,2 (časovka)   | Tadej Pogačar   | Tadej Pogačar   |
| 2019 | 6     | 1         | Mylhúzy   | 160,5            | Dylan Teuns     | Giulio Ciccone  |
| 2017 | 5     | 1         | Vittel    | 160,5            | Fabio Aru       | Chris Froome    |
| 2014 | 10    | 1         | Mylhúzy   | 161,5            | Vincenzo Nibali | Vincenzo Nibali |
| 2012 | 7     | 1         | Tomblaine | 199              | Chris Froome    | Bradley Wiggins |